# Jan Van Hese
Jan Van Hese (Brugge, 30 november 1757 - aldaar, 2 mei 1802) was een rooms-katholiek priester, pamflettist en kroniekschrijver tijdens de revolutiejaren eind achttiende - begin negentiende eeuw.

## Levensloop
Jan Van Hese werd geboren als zoon van de juwelier en zilversmid Jan Van Hese (Brugge, 1721 - Pittem, 30 juli 1788) en van de landbouwerdochter Laurentia De Wulf (Oostkamp, 1736 - Brugge, 1762). Hij had een jongere broer, Franciscus Van Hese, die drukker en uitgever werd.
Na de vroege dood van hun moeder werden de beide jongens door familieleden opgevangen onder meer door hun tante Judoca Van Hese. Het erfdeel dat de weduwnaar en zijn twee kinderen ontvingen in 1767, na de dood van Laurentia's ouders, maakte ze welstellend. Jan senior oefende zijn beroep uit in Brugge (hij had een eigendom in de Steenstraat), nadien in Nieuwpoort, in Arras en in Gent. Om onbekende redenen werd Jan senior behoeftig en leefde hij met afnamen op het erfdeel van zijn twee kinderen. Hij werd vanaf 1784 opgenomen in de woning van zijn zoon Jan, onderpastoor in Pittem.
Na de middelbare school, zeer waarschijnlijk aan het college van de Brugse augustijnen, was Jan junior achttien toen hij op 17 januari 1776 ingeschreven werd in het Lelie-college aan de universiteit van Leuven. Die studies, die zich uitstrekten tot in 1784, werden onderbroken door studies aan het Brugse seminarie, en de priesterwijding op 10 maart 1781. Zijn studies in Leuven gingen door in een periode waarin de ideeën in deze universiteit vooral beheerst werden door het febronianisme, waar Van Hese door werd beïnvloed. Daar werd hij voorstander van het verlicht despotisme zoals het door Keizer Jozef II werd uitgedragen. Het bracht er hem toe om in de Franse Tijd, als een van de weinigen onder de West-Vlaamse priesters, de eed van trouw aan de republiek af te leggen. 
In 1784 volgde zijn eerste klerikale benoeming, die van onderpastoor in de gemeente Pittem, waar hij in 1787 tot eerste onderpastoor werd bevorderd. De parochie had als pastoor de kunstliefhebber jonkheer Renier de la Haye (1709-1792), bekend om zijn goed karakter en zijn vrijgevigheid. Hij had de parochiekerk zo aanzienlijk begiftigd met kunstwerken, dat ze niet moest onderdoen voor de rijkdom van de Brugse kerken. Pittem was zeker geen 'boerengat' en telde voldoende geletterde inwoners om er een actieve rederijkerskamer te hebben, onder de naam Liberteyt, die zelfs toneelstukken van Voltaire opvoerde. Van Hese toonde zijn trouw aan de keizerlijke ideeën aan, door, na de afschaffing van de godvruchtige genootschappen, in Pittem een door de keizer aangemoedigde Algemeene confrerie voor de lijdende menselijkheid op te richten.
Eind juli 1789 werd aan zijn bediening een einde gesteld en werd hij als priester geschorst. De oorzaak hiervoor was niet dat hij revolutionaire gedachten koesterde, maar omdat hij beschuldigd werd te gevoelig te zijn voor vrouwelijke charmes en hiervoor in opspraak was gekomen. Hij kwam weer in Brugge wonen, waar hij een huis in eigendom had, op de hoek van de Oude Burg en de Loppemstraat. Als ambteloos burger begon hij zich te interesseren voor alles wat zich in de revolutionaire tijd in de stad voordeed. Dagelijks nam hij deel aan bijeenkomsten van politiek geïnteresseerden en werd onder hen weldra een beluisterde opiniemaker.
In 1789 stond de stad, net als de volledige Zuidelijke Nederlanden, op stelten en waren de bewoners verdeeld in twee kampen: de revolutiegezinde burgers, aanhangers van de bevochten onafhankelijkheid en de 'vijgen' of keizersgezinde burgers, die best vrede konden nemen met het Oostenrijkse 'verlicht' bewind. Van Hese behoorde tot de tweede groep en toen einde 1790 de Oostenrijkers weer aan de macht waren, ordende hij de vele nota's die hij had genomen en publiceerde ze in een boek, onder de titel Legenda aurea. Het werd een satirische beschrijving van de gebeurtenissen tijdens de kortstondige Etats Unis Belgiques. Hierin spaarde hij de aanhangers van deze Brabantse Omwenteling niet, zeker de clerus niet en minst van al bisschop Felix Brenart, die hij figuurlijk door het slijk sleurde.
Van Hese bleef verder nota's nemen en hij had voortaan nieuws genoeg te melden. In november 1792 kwamen de troepen van de Franse republiek Brugge bezetten en hij noteerde nauwkeurig de vele veranderingen die plaatsvonden. Hij beschreef met het nodige sarcasme de gedragingen van de vroegere machthebbers en hoe ze zich draaiden en keerden om de macht te behouden, en die van de nieuwkomers die het revolutionaire ideaal wilden doen zegevieren. Hij bleef zijn dagboek verder schrijven tot aan zijn dood. Slechts een deel ervan (over de eerste Franse overheersing, november 1792 - maart 1793) kende in 1931 publicatie. De rest, bekend onder de naam Journal historique, berust nog steeds, in handschrift, in het Brugse Rijksarchief.
In 1795 werd hij, wegens onbetaalde belastingen, gearresteerd en naar Douai verbannen, vanwaar hij na korte tijd naar Brugge kon terugkeren.   
Hij trok zich niets meer aan van het 'interdict' dat hij in 1789 had opgelopen en trad waarschijnlijk vanaf 1794 opnieuw op als priester. In 1797, tijdens de beloken tijd, gaf hij, als een van de weinige West-Vlaamse priesters, gevolg aan de eis van het Directoire om een eed van trouw aan de republiek en van haat aan de monarchie af te leggen. Hij had immers in de Franse republiek een opvolger ontwaard van de 'verlichte' principes van het laatste Habsburgse regime. Hij kon nu opnieuw officieel goddelijke diensten celebreren, terwijl de meeste priesters de eed weigerden en onderdoken of gearresteerd en gedeporteerd werden. Wel droeg hij de mis op in een lege Sint-Salvatorkerk, want de gelovigen wilden niets met een beëdigd priester te maken hebben. Nog in 1797 verzette hij zich - vergeefs - eerst tegen de verkoop van de inboedel van de kerk en vervolgens van de kerk zelf. 
Hij werd ook aalmoezenier van de gevangenis en stond de terdoodveroordeelden bij, als 'kapelaan van het schavot'. Dit betekende zijn ondergang, toen hij door een veroordeelde besmet werd met de pest. Hij had net nog eenmaal in de gelegenheid om in februari 1802 zijn onafhankelijkheid te bevestigen, door niet in te gaan op de beschikkingen van het 'Concordaat', waarbij hij had moeten een terugtrekking van zijn vroeger afgelegde eed ondertekenen. Nochtans, toen de dood naderde, verzoende hij zich op 2 april 1802 met de waarnemende vicarissen van het vroegere bisdom Brugge, alvorens op 2 mei de geest te geven en kerkelijk te worden begraven. Het was zijn broer Franciscus die er met een gedrukt kaartje kennis van gaf.

## Publicaties
- Legenda aurea, continens acta, gesta et cabriola leonis Belgici (...), Lunaepoli (Brugge), 1791.
- Journal historique de ce qui c'est passé à Bruges (...), handschrift, Rijksarchief Brugge, 1792-1802.
- Journal contemporain de Jean Van Hese. L'occupation française en 1792 et 1793 (...), uitgave door E. HOSTEN & E. STRUBBE, Brugge, 1931.